# Puff, the Magic Dragon
Puff, the Magic Dragon is een lied geschreven door Leonard Lipton en Peter Yarrow en vooral bekend door de opname uit 1963 door de folkband van Yarrow, Peter, Paul and Mary. Het werd een van grootste hits van de band. Het nummer verscheen op het album Moving (1963).

## Ontstaansgeschiedenis en tekst
De tekst voor Puff, the Magic Dragon was gebaseerd op een gedicht van Leonard Lipton uit 1959. Lipton, een student aan Cornell University, was geïnspireerd door een gedicht van Ogden Nash, genaamd Custard the Dragon. Lipton was bevriend met de kamergenoot van Peter Yarrow toen zij aan Cornell studeerden. Lipton schreef het gedicht met de typemachine van Yarrow. Pas na een aantal jaar werd Lipton aan het bestaan van het gedicht herinnerd, toen iemand hem liet weten dat Yarrow naar hem op zoek was in verband met de rechten van het gedicht en het lied dat Yarrow ervan gemaakt had. Lipton en Yarrow deelden de credits en Lipton ontvangt nog steeds royalty's van het nummer.
In 1961 werd Yarrow lid van de band Peter, Paul and Mary en de groep nam het nummer in 1962 op in hun live-repertoire. Hun opname bereikte de tweede plaats in de Billboard Hot 100-lijst in 1963 en stond twee weken bovenaan op de easy-listeninglijst van Billboard.
De tekst gaat over de draak Puff en zijn speelvriendje Jackie Paper. Samen reizen ze over de zee, waar ze overal ontzag afdwingen. Het jongetje groeit echter op en verliest zijn interesse in de imaginaire avonturen van zijn kindertijd. Puff blijft alleen en verdrietig achter. Het verhaal speelt zich af in het fictieve land Honalee, ergens aan de kust.
Het lied stond als Paff, der Zauberdrachen op het repertoire van Marlene Dietrich. De tekst is geen letterlijke vertaling, maar de algemene strekking is dezelfde.

## Trivia
- Ruimtevaartbedrijf SpaceX noemde hun ruimtecapsules uit de Dragon-reeks naar het liedje.